# Neobarbella amoena
Neobarbella amoena là một loài Rêu trong họ Lembophyllaceae. Loài này được (M. Fleisch. ex Broth.) J.X. Luo mô tả khoa học đầu tiên năm 1989.